# Astragalus dolinicola
Astragalus dolinicola — вид квіткових рослин з родини бобових (Fabaceae). Ареал охоплює такі країни: Греція.

## Середовище
Astragalus dolinicola розташований у долинах серед вапнякових відслонень, з глибоким, стислим, основним ґрунтом, багатим на глину, 1400–1500 м, з кількома критськими ендеміками. Цвіте з червня по липень. У гірській зоні, де росте цей вид, ведеться активна тваринницька діяльність. Окрім надмірного випасу худоби стадами, багато ярів поблизу доріг використовуються для встановлення тимчасових тваринницьких споруд, що призводить до повного знищення рослинності в цих районах. Однак загалом внутрішні яри захищені, оскільки доріг немає, і було виявлено, що ця рослина домінує в багатьох з них. Крім того, її колюча форма захищає її від випасу.